# Sonny Mikszath
Sonny Stefan Mikszath (egentligen skrivet "Mikszáth"), född 3 november 1983 i Skövde, är en svensk fotograf, filmare, ledsagare och skådespelare. Han är släkt med den ungerske författaren Kálmán Mikszáth på sin mors sida.
Sonny Mikszath, som är uppvuxen och bosatt i Tidaholm, har bland annat agerat som stillbildsfotograf på kortfilmen Ingen älskar som du från 2008. År 2023 medverkade han som skådespelare/statist i SVT:s dokumentärserie Historien om Sverige, vars scener spelades in vid Ekehagens forntidsby i Åsarp utanför Falköping.